# ده‌نو نارنجی
ده‌نو نارنجی یک روستا در ایران است که در شهرستان سیرجان واقع شده‌است.